# 周躍龍
周躍龍（1998年1月24日—），出生於中华人民共和国四川省成都市，是一名中华人民共和国職業斯諾克選手。2012年2月，年僅14歲的周躍龍就獲得2012斯諾克海口公開賽外卡參賽的資格。2015年6月21日，周躍龍與顏丙濤組成的中國B隊以4比1戰勝由約翰·希金斯與馬奎爾組成的蘇格蘭隊，獲得世界斯諾克世界杯賽冠軍。2018年3月30日，周躍龍獲得2017-2018賽季斯諾克冠軍聯賽最後勝者組亞軍，並收穫5000鎊獎金。2018年5月27日，周躍龍獲得2018CBSA中國職業斯諾克巡迴賽淄博國際公開賽冠軍與10萬人民幣冠軍獎金。2018年10月25日，周躍龍與巴里·霍金斯、瑞恩戴、趙心童組成的B隊獲得2018年澳門斯諾克大師賽團體冠軍。

## 外部鏈接
- 周躍龍-UPower（页面存档备份，存于）
- 周躍龍-騰訊網（页面存档备份，存于）